# Сејф ел Ислам Гадафи
Сејф ел Ислам Гадафи (арап. سيف الإسلام معمر القذافي; Триполи, 25. јун 1972) либијски је инжењер, доктор филозофије и политичар. Други је син бившег либијског вође Муамера ел Гадафија.

## Биографија
Године 1994. дипломирао је економске науке на Универзитету Ал Фатах у Триполију и добио је звање бакалауреја наука. Године 2000, од бечког IMADEC University је добио звање магистра пословне администрације.
Завршио је Лондонску школу економије и политичких наука. Године 2008. од ове школе је добио звање доктора филозофије за дисертацију на тему „Улога грађанског друштва у демократизацији института глобалног управљања: Од „меке силе“ ка колективном доношењу одлука“.
Он је архитекта и има сопствену архитектонску фирму у Триполију — National Engineering Service and Supplies Company.
Сејф ел Ислам је предсједник Libyan National Association for Drugs and Narcotics Control. Године 1997. основао је добротворну задужбину — Gaddafi International Foundation for Charity Associations.
Дана 27. јуна 2011, након претходног захтјева главног тужиоца, Међународни кривични суд у Хагу расписао је потјерницу за Сејфом ел Исламом. Поред њега, потјерница је расписана и за либијским вођом Муамером ел Гадафијем и шефом обавјештајне службе Абдулахом ел Сенусијем. Оптужба их терети за злочине против човјечности.
Заробљен је 19. новембра на југу Либије, у близини границе са Нигером. Налази се у притвору у граду Зинтану. Либијске власти осудиле су га 28. јула 2015. на смрт због његових наводних злочина током Рата у Либији 2011.